# Sangre, sudor y lágrimas (película de 1942)
Sangre, sudor y lágrimas es una película británica de guerra patriótica de 1942 dirigida por Noël Coward y David Lean, quien debutó como director. Fue realizada durante la Segunda Guerra Mundial con la ayuda del Ministerio de Información. 
El guion de Coward se inspiró en las acciones del capitán Louis Mountbatten, que estaba al mando del destructor HMS Kelly cuando fue hundido durante la batalla de Creta.
Sangre, sudor y lágrimas recibió el respaldo total del Ministerio de Información,  que ofreció asesoramiento sobre lo que sería una buena propaganda y facilitó el personal militar. La película es un ejemplo clásico del cine británico en tiempos de guerra a través de sus imágenes patrióticas de unidad nacional y cohesión social en el contexto del conflicto bélico. 

## Trama
La película comienza con la frase: "Esta es la historia de un barco". En 1941, el HMS Torrin se enfrenta a transportes alemanes en una acción nocturna durante la batalla de Creta, pero al amanecer el destructor es atacado por aviones alemanes. Un impacto crítico obliga a la tripulación a abandonar la nave, que rápidamente se tumba. Algunos de los oficiales y marineros logran encontrar un bote salvavidas mientras son ametrallados intermitentemente por los aviones alemanes.
La historia del barco se cuenta en analepsis, utilizando los recuerdos de los participantes. La primera persona en revelar sus pensamientos es el Capitán Kinross, quien recuerda el verano de 1939 cuando la construcción del Torrin había sido acelerada para que entrara rápidamente en servicio cuando la posibilidad de una guerra se había vuelto casi una certeza.
El Torrin pasa una Navidad tranquila en el norte de Escocia durante la guerra de broma, pero en 1940 libra su primer enfrentamiento durante la batallas de Narvik. Durante esa acción el barco es alcanzado por un torpedo. La nace averiada es remolcada de regreso a puerto, siendo constantemente acosada por aeroplanos.
De vuelta a salvo en el puerto, el Capitán Kinross le dice a la tripulación reunida que durante la batalla casi todos se desempeñaron como él esperaba, con una excepción. Sin embargo, sorprende a todos cuando dice que lo dejó irse con una amonestación porque siente que, como capitán, no logró hacerle entender sus deberes.
Volviendo al presente, los supervivientes del bote ven cómo el Torrin escorado toma agua y se hunde lentamente. El bote es nuevamente ametrallado por aviones alemanes y algunos hombres mueren o resultan heridos. Shorty Blake recuerda en un flashback cómo conoció a su futura esposa, Freda, en un tren mientras estaba de permiso. Está relacionada con el afable suboficial Hardy. Cuando ambos hombres regresan al mar, Freda se muda con la esposa y la suegra de Hardy.
El Torrin participa en la operación Dínamo de la Fuerza Expedicionaria Británica (representado en la película por el 5.º Batallón de la Guardia Coldstream ). Blake recibe una carta que le dice que Freda dio a luz a su hijo durante el Plymouth Blitz, pero que la esposa y la suegra de Hardy murieron. Tiene que contarle a Hardy, que está escribiendo una carta a casa, la amarga noticia.
Los supervivientes del bote ven cómo el Torrin finalmente se hunde. El Capitán Kinross dirige un último "tres hurras" para Torrin. Un destructor británico pronto comienza a rescatar a los hombres. El Capitán Kinross habla con los supervivientes y recopila las direcciones de los moribundos.
Se envían telegramas a los seres queridos de la tripulación. Kinross se dirige a los supervivientes del barco en un depósito militar en Alejandría, Egipto. Les dice que aunque perdieron su barco y muchos amigos, que ahora "yacen juntos en mil quinientas brazas", señala que estas pérdidas deberían inspirarlos a luchar aún más duro en las batallas venideras. Luego, el Capitán Kinross les da la mano a todos los marineros cuando salen del depósito. Cuando el último hombre se va, el capitán, emocionalmente cansado, saluda en silencio a sus oficiales supervivientes antes de alejarse.
El epílogo concluye: se están lanzando barcos más grandes y más fuertes para vengar a los Torrin. Gran Bretaña es una nación insular con un pueblo orgulloso e infatigable; El Capitán Kinross está ahora al mando de un acorazado. Sus enormes cañones principales disparan contra el enemigo.

## Elenco
- Noël Coward como Captain E. V. Kinross
- Bernard Miles como Chief Petty Officer Walter Hardy
- John Mills como Ordinary Seaman Shorty Blake
- Celia Johnson como Alix Kinross
- Joyce Carey como Kath Hardy
- Kay Walsh como Freda Lewis
- Michael Wilding como Flags
- Derek Elphinstone como N.° 1
- Leslie Dwyer como Parkinson
- James Donald como Doc
- Philip Friend como Torps
- Frederick Piper como Edgecombe
- Richard Attenborough como joven Stoker
- Kathleen Harrison como Mrs Blake
- George Carney como Mr Blake
- Daniel Massey como Bobby Kinross
- Ann Stephens como Lavinia Kinross
- Walter Fitzgerald como Coronel Lumsden
- Hubert Gregg como piloto
- Penelope Dudley-Ward como Maureen
- Juliet Mills como Shorty Blake's baby

## Producción
Poco después del estreno de su obra Un espíritu burlón en el West End en julio de 1941, Anthony Havelock-Allan, que trabajaba con la productora Two Cities Films, se acercó a Noël Coward. Su fundador, Filippo Del Giudice, estaba interesado en realizar una película de propaganda y quería que alguien conocido escribiera el guion.

### Desarrollo de guion
Coward aceptó trabajar en el proyecto siempre que el tema fuera la Royal Navy y se le diera el control total. 
Como el hundimiento del HMS Kelly el 23 de mayo de 1941 todavía estaba en la mente de Coward, decidió utilizar la desaparición del barco como base para su guion. Mountbatten, consciente de que existía cierta antipatía pública hacia sus ambiciones políticas, aceptó apoyar el proyecto siempre que no fuera una biografía llamativa de sus propias experiencias. Para investigar, Coward visitó la base naval de Plymouth, donde estaba destinado Michael Redgrave, con quien mantenía una relación en ese momento. También visitó Portsmouth y la Home Fleet en Scapa Flow, donde navegó en HMS Nigeria. 
Coward pasó los últimos meses de 1941 redactando un guion. Sin embargo, cuando se lo envió a Havelock-Allan, el productor le dijo que la película duraría entre ocho y nueve horas si se hacía tal como estaba escrita porque incluía escenas largas en París, China y las Indias Occidentales. Havelock-Allan le dijo a Coward que necesitaba reducir la trama a lo básico eliminando todo lo que no estuviera relacionado con Torrin o su tripulación. Siguiendo el consejo, Coward comenzó su historia con la colocación de la quilla del barco en 1939 y la concluyó poco después de que se hundiera frente a las costas de Creta.  Para el discurso al final de la película, cuando el capitán Kinross se dirige a los supervivientes del Torrin en Alejandría, Coward utilizó el discurso real que Mountbatten pronunció a la tripulación superviviente del HMS Kelly después de que fueron rescatados y llevados a Egipto.  

### Roles de preproducción
Coward estaba decidido a interpretar al Capitán Kinross en la película a pesar de la preocupación del estudio de que su personalidad pública de "bata y boquilla" pudiera dificultar que el público lo aceptara en el papel de un duro marino. Havelock-Allan lo apoyó, aunque más tarde calificó su actuación como "siempre interesante, si no del todo convincente". Coward también necesitaba convencer a los censores de que el hundimiento del barco era una escena crucial y no la amenaza a la moral pública que percibían. 
Coward tenía experiencia en la dirección de obras de teatro, pero era un novato en el ámbito cinematográfico y sabía que necesitaba rodearse de profesionales para que el proyecto tuviera éxito. Había visto y admirado el trabajo de Ronald Neame y lo contrató como director de fotografía y técnico jefe de iluminación.  El director de cine italiano Filippo Del Giudice fue liberado de su internamiento como enemigo alienígena para trabajar en la película ante la insistencia de Coward. El MI5 proporcionó a Ann Elwell como secretaria. Ella tradujo para él cuando él asumió el papel de director de arte y también escribió algunos guiones.  Coward podía manejar la dirección de los actores pero no sabía hacer las escenas de acción, por lo que le pidió a David Lean que supervisara el rodaje de ellas. Sangre, sudor y lágrimas resultó ser la primera de varias películas en las que los dos colaborarían. 

### Rodaje
El rodaje comenzó en los estudios Denham el 5 de febrero de 1942. Desde el principio, Coward estuvo feliz de dejar que los miembros del equipo de producción se hicieran cargo de sus áreas individuales de especialización mientras él se concentraba en dirigir a los actores y crear su propia interpretación de Kinross. Sin embargo, pronto se aburrió de la mecánica del cine y después de seis semanas vino al estudio sólo cuando se filmaban las escenas en las que aparecía.  En un momento dado, invitó a la familia real al set y las imágenes del noticiero de su visita resultaron ser una buena publicidad para la película. 
Durante el rodaje, el personaje de Albert Fosdike, el cuñado de "Shorty" Blake, fue modificado después de que el actor William Hartnell llegara tarde a su primer día de rodaje. Coward reprendió a Hartnell frente al elenco y al equipo por su falta de profesionalismo. Luego le hizo disculparse personalmente con todos antes de despedirlo. Michael Anderson, primer asistente de dirección de la película, asumió el papel (acreditado como "Mickey Anderson"). 
Coward estaba ansioso de que tuviera éxito, no sólo porque era su primer proyecto cinematográfico sino porque sentía que era su contribución al esfuerzo de guerra y quería que el público lo percibiera como tal. El estreno fue un evento de gala celebrado a beneficio de varias organizaciones benéficas navales y Coward se alegró de ver una gran presencia de personal militar. 
Richard Attenborough apareció como un marinero que abandonó su puesto bajo el fuego enemigo. Su nombre y personaje se omitieron en los créditos impresos del lanzamiento original, pero se agregaron posteriormente. 

### Lugares de rodaje
Los interiores se filmaron en Denham Studios, en Denham, Buckinghamshire. El destructor HMAS Nepal fue el HMS Torrin.  La escena del pícnic familiar de Kinross, ambientada durante la batalla de Inglaterra en 1940, se filmó en Dunstable Downs en Bedfordshire.
Aunque los realizadores tuvieron mucho cuidado en ocultar las localizaciones debido a la censura en tiempos de guerra, las escenas se rodaron en el astillero naval de Plymouth en Devon y en la estación naval de la isla de Portland. Por ejemplo, la partida de Blake y Hardy se filmó frente a la entrada principal original de Devonport, Keyham Dock Gate. La Torre Smeaton en el paseo marítimo de Plymouth Hoe se utilizó para las escenas de permiso en tierra entre Shorty Blake (Mills) y su esposa Freda ( Kay Walsh ).

## Recepción

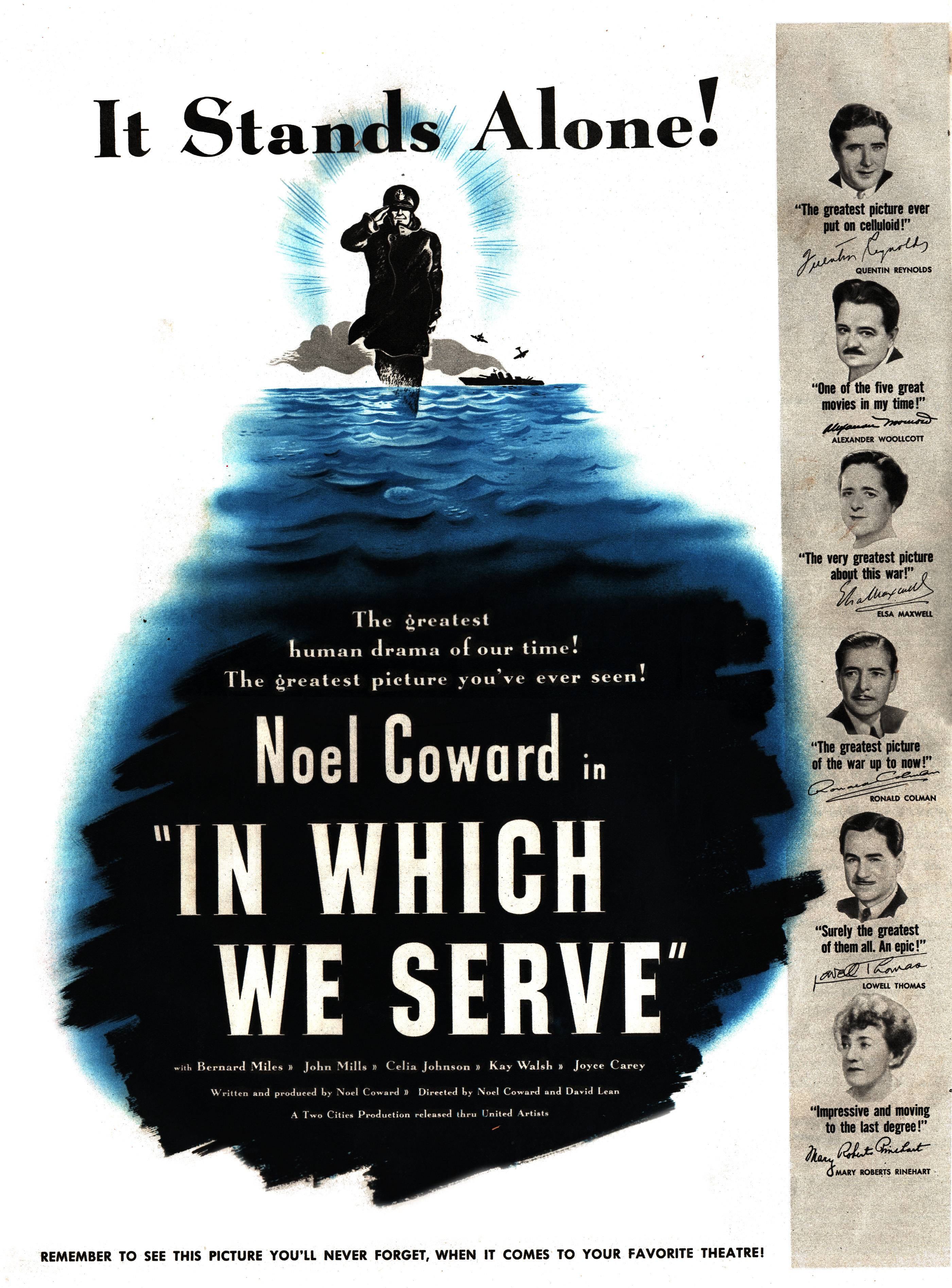
Un anuncio de la película en una edición de 1943 de la revista estadounidense Look.

### Taquillas
La película fue la segunda más popular en la taquilla británica en 1943.  (Según Kinematograph Weekly, la película fue la más popular. ) Fue también una de las películas británicas de mayor éxito jamás estrenadas en los EE. UU., ganando 1,8 millones de dólares.

### Críticas
Bosley Crowther, del New York Times, observó: "Ha habido otras imágenes que han transmitido de manera vívida y conmovedora, en términos de emoción humana, las crueles realidades de esta guerra actual. Ninguna lo ha hecho todavía de manera tan clara y verdadera como Sangre, sudor y lágrimas...Porque lo grandioso que el Sr. Coward ha logrado en esta película es una expresión plena y completa de fortaleza nacional... Sí, ésta es realmente una imagen de la que los británicos pueden sentirse orgullosos y podemos considerarla como una excelente expresión de la fuerza británica." 
Variety calificó la película como "una historia sombría, representada sinceramente y espléndidamente interpretada en todo momento" y añadió: "Sólo un factor importante merece crítica. Es que todos los detalles son demasiado prolongados. El autor, productor, guionista, compositor y codirector da "Es una excelente actuación como capitán del barco, pero los honores de actuación también son para toda la compañía. El realismo absoluto es la nota clave de la escritura y la representación, sin menospreciar los sacrificios que constantemente hacen los marineros". 

### Reacción de la marina
A pesar de las críticas en gran medida positivas tanto del público como de la crítica, la película no fue bien recibida por algunos dentro del almirantazgo británico que la apodaron, parodiando el título original,  "In Which We Sink" (En donde nos hundimos). 

### Premios y nominaciones
En la víspera de Navidad de 1942 en Nueva York, la National Board of Review honró la película con el Premio del National Board of Review 1942, citando a Bernard Miles y John Mills por sus actuaciones.
La película fue nominada a los Premios Óscar de 1943 a la mejor película y al mejor guion original (perdiendo ante Casablanca y Princess O'Rourke respectivamente). Sin embargo, Coward recibió un Òscar honorífico por "su destacado logro en producción".
Sangre, sudor y lágrimas también ganó el Premio del Círculo de Críticos de Cine de Nueva York a la Mejor Película (superando a Casablanca ) y el Premio de la Asociación de Críticos de Cine Argentino a la Mejor Película Extranjera en 1943.

## Medios domésticos
Carlton lanzó un DVD de la Región 2 con una duración de 96 minutos el 11 de octubre de 1999. MGM lanzó un DVD de la Región 1 como parte de la Colección David Lean el 7 de septiembre de 2004. Cuenta con subtítulos en inglés, español y francés y una pista de audio en inglés en Dolby Digital 1.0. En marzo de 2012, The Criterion Collection lanzó Sangre, sudor y lágrimas en Blu-ray y DVD como parte de la caja 'David Lean Directs Noel Coward', que incluye un breve documental sobre la realización de Sangre, sudor y lágrimas. 